# Blepharoneura splendida
Blepharoneura splendida är en tvåvingeart som beskrevs av Giglio-tos 1893. Blepharoneura splendida ingår i släktet Blepharoneura och familjen borrflugor. Inga underarter finns listade.